# Montdaur
Le Mont-Dore és un municipi francès situat al departament del Puèi Domat i a la regió d'Alvèrnia-Roine-Alps. L'any 2007 tenia 1.427 habitants.

## Demografia

### Població
El 2007 la població de fet de Le Mont-Dore era de 1.427 persones. Hi havia 640 famílies de les quals 272 eren unipersonals (100 homes vivint sols i 172 dones vivint soles), 164 parelles sense fills, 160 parelles amb fills i 44 famílies monoparentals amb fills.
La població ha evolucionat segons el següent gràfic:
Habitants censats

### Habitatges
El 2007 hi havia 2.788 habitatges, 668 eren l'habitatge principal de la família, 1.997 eren segones residències i 123 estaven desocupats. 688 eren cases i 2.087 eren apartaments. Dels 668 habitatges principals, 364 estaven ocupats pels seus propietaris, 259 estaven llogats i ocupats pels llogaters i 45 estaven cedits a títol gratuït; 29 tenien una cambra, 117 en tenien dues, 183 en tenien tres, 181 en tenien quatre i 158 en tenien cinc o més. 342 habitatges disposaven pel capbaix d'una plaça de pàrquing. A 341 habitatges hi havia un automòbil i a 171 n'hi havia dos o més.

### Piràmide de població
La piràmide de població per edats i sexe el 2009 era:
| Homes | Edats   | Dones |
| ----- | ------- | ----- |
| 4     | 95 o +  | 8     |
| 4     | 90 a 94 | 8     |
| 4     | 85 a 89 | 36    |
| 12    | 80 a 84 | 24    |
| 32    | 75 a 79 | 48    |
| 40    | 70 a 74 | 44    |
| 44    | 65 a 69 | 68    |
| 32    | 60 a 64 | 56    |
| 40    | 55 a 59 | 36    |
| 44    | 50 a 54 | 44    |
| 80    | 45 a 49 | 68    |
| 80    | 40 a 44 | 80    |
| 60    | 35 a 39 | 76    |
| 44    | 30 a 34 | 88    |
| 44    | 25 a 29 | 56    |
| 36    | 20 a 24 | 20    |
| 48    | 15 a 19 | 44    |
| 68    | 10 a 14 | 52    |
| 36    | 5 a 9   | 56    |
| 36    | 0 a 4   | 20    |

## Economia
El 2007 la població en edat de treballar era de 904 persones, 678 eren actives i 226 eren inactives. De les 678 persones actives 611 estaven ocupades (313 homes i 298 dones) i 67 estaven aturades (29 homes i 38 dones). De les 226 persones inactives 92 estaven jubilades, 64 estaven estudiant i 70 estaven classificades com a «altres inactius».

### Ingressos
El 2009 a Le Mont-Dore hi havia 693 unitats fiscals que integraven 1.402,5 persones, la mediana anual d'ingressos fiscals per persona era de 16.071 €.

### Activitats econòmiques
Dels 280 establiments que hi havia el 2007, 10 eren d'empreses alimentàries, 1 d'una empresa de fabricació d'altres productes industrials, 19 d'empreses de construcció, 75 d'empreses de comerç i reparació d'automòbils, 8 d'empreses de transport, 76 d'empreses d'hostatgeria i restauració, 2 d'empreses d'informació i comunicació, 9 d'empreses financeres, 23 d'empreses immobiliàries, 8 d'empreses de serveis, 32 d'entitats de l'administració pública i 17 d'empreses classificades com a «altres activitats de serveis».
Dels 70 establiments de servei als particulars que hi havia el 2009, 1 era una oficina d'administració d'Hisenda pública, 1 gendarmeria, 1 oficina de correu, 4 oficines bancàries, 2 tallers de reparació d'automòbils i de material agrícola, 1 paleta, 4 fusteries, 6 lampisteries, 5 electricistes, 4 perruqueries, 1 veterinari, 33 restaurants, 5 agències immobiliàries, 1 tintoreria i 1 saló de bellesa.
Dels 44 establiments comercials que hi havia el 2009, 1 era un supermercat, 1 una botiga de més de 120 m², 3 botiges de menys de 120 m², 9 fleques, 6 carnisseries, 3 llibreries, 7 botigues de roba, 4 botigues d'equipament de la llar, 1 una sabateria, 6 botigues de material esportiu, 1 una joieria i 2 floristeries.
L'any 2000 a Le Mont-Dore hi havia 9 explotacions agrícoles que ocupaven un total de 249 hectàrees.

## Equipaments sanitaris i escolars
El 2009 hi havia 1 hospital de tractaments de curta durada, 2 hospitals de tractaments de mitja durada (seguiment i rehabilitació), 1 un hospital de tractaments de llarga durada i 2 farmàcies.
El 2009 hi havia 2 escoles elementals.

## Poblacions més properes
El següent diagrama mostra les poblacions més properes.